# Гусиное (Астраханская область)
Гусиное — село в Икрянинском районе Астраханской области. Административный центр сельского поселения Озерновский сельсовет.
Население — 653 (2010)

## Физико-географическая характеристика
Село расположено на западе Икрянинского района, в пределах Прикаспийской низменности, являющейся частью Восточно-Европейской равнины, на северном берегу ерика, соединяющего ильмени Большой и Малый Ницанский, на высоте около 25 ниже уровня мирового океана. Для рассматриваемой территории характерен ильменно-бугровой ландшафт, представленный урочищами бэровских бугров и межбугровых понижений, занятых ериками и ильменями. Почвенный покров комплексный: на буграх Бэра распространены бурые полупустынные почвы, в межбугровых понижениях ильменно-болотные и ильменно-луговые почвы.
Расстояние до столицы Астраханской области города Астрахани составляет 76 км, до районного центра села Икряное — 30 км, до административного центра сельского поселения села Озёрное — 12 км.
Климат резко континентальный, крайне засушливый (согласно классификации климатов Кёппена-Гейгера — семиаридный (индекс BSk)).
Часовой пояс
Гусиное, как и вся Астраханская область, находится в часовой зоне МСК+1. Смещение применяемого времени относительно UTC составляет +4:00.

## Население
| 2002 | 2010 |
| ---- | ---- |
| 45   | ↗46  |

## История
Дата основания не установлена. На карте генштаба РККА 1941 года обозначено как Большой Ницан.
28 декабря 1943 года калмыцкое население было выселено. После ликвидации Калмыцкой АССР село было включено в состав Астраханской области. По состоянию на 1956 год село относилось к Приволжскому району Астраханской области. Включено в состав Икрянинского района в 1960-х. Дата переименования не установлена.